# España Una, Grande y Libre (historieta)
España Una, Grande y Libre es el título bajo el que se recogen un conjunto de historietas que Carlos Giménez publicó entre 1976-1977 en la revista satírica El Papus. El título es una referencia a los grandes pilares del estado franquista para poner en evidencia la presencia de éstos en el régimen democrático en formación. Se trata no sólo de una crónica política de la Transición española, sino también de un testimonio comprometido con su tiempo.

## Argumento
Cada una de las partes de la obra incluye una serie de historietas que se ocupan de los eventos acaecidos en aquellos años desde un ángulo diferente; a modo de resumen: la elección de Adolfo Suárez como presidente del gobierno, la aprobación y refrendo de la ley para la reforma política, y las Elecciones generales de España de 1977. 
Una, publicada entre los números 114-135, pone de manifiesto que quienes siguen en el poder son los herederos del franquismo; Grande, entre los números 136-157, pone sobre la mesa la violencia (visible e invisible, física y económica) que ejerce el poder; y Libre, entre los números 158-178, plantea la necesidad de luchar contra la herencia franquista y la frustración popular.

## Trayectoria editorial
En 1999 saldría a la luz una primera edición de estas historietas en forma de álbum (editorial Glénat), y sería reeditado en diversas ocasiones.
- Datos: Q25413052